# Abarema obovalis
Abarema obovalis es una especie de árbol de la familia de las fabáceas. Es originaria de Cuba donde se puede encontrar en el Parque nacional del Valle de Viñales.

## Descripción
Es un árbol que alcanza hasta 20 m de altura, sin espinas o aguijones; las ramas jóvenes son vellosas. Las hojas con 1-2 pares de pinnas; con pecíolo de 1-3 cm de largo, sin glándulas; el raquis de la hoja de 2-3 cm de largo con una glándula en la base de los pares de pinnas superiores e inferiores, también en la base del par de foliolos superiores una glándula pequeña redondeada; pinnas con 3-4 pares de folíolos; foliolos opuestos, 2-7 cm de largo, 1.2-4.5 cm de ancho, obovados, ápice redondeado, haz verde oscuro, nítido, glabro, envés en el margen, coriáceos, nervadura claramente visible en el envés. Flores con pedicelos de 3-8 mm de largo, pedicelo laxamente aplicado-pubescente; cáliz 5-dentado, 3-4.5 mm de largo, dientes agudos hasta apiculados; corola 5-lobulada, lóbulos oval-lanceolados, externamente densamente aplicado-vellosos; estambres 25-60. Los frutos son dehiscentes, curvados o una hasta varias veces circinado, glabros, pardos, interior parduzco. Las semillas 5 mm de largo, 3-4 mm de ancho, azules, blancas en la región del hilo.

## Taxonomía
Abarema obovalis fue descrita por (A.Rich.) Barneby &  J.W.Grimes  y publicado en Memoirs of The New York Botanical Garden 74(1): 99. 1996.
Sinonimia
- Calliandra revoluta Griseb.
- Feuilleea obovalis (A. Rich.) Kuntze
- Inga obovalis A.Rich.
- Jupunba obovalis (A.Rich.) Britton & Rose
- Jupunba pinetorum (Britton) Britton & Rose
- Jupunba truncata (Britton) Britton & Rose
- Pithecellobium pinetorum Britton
- Pithecellobium truncatum Britton[4]

## Nombre común
Castellano: abey, abey blanco, argelino, cenizo, ciruelillo, encinillo.